# Carrie Kveton
Carrie Kveton (29. juni 1980) er en amerikansk fodboldtræner, der siden 2020 har været assistenttræner i topklubben OL Reign. Indtil 2020 var hun cheftræner for den danske topklub Fortuna Hjørring, hvor hun også var assistenttræner i klubben fra 2017 til 2018, under den daværende Fortuna-træner Brian Sørensen.

## Resultater som klubtræner

### Fortuna Hjørring
3F Ligaen
- - Guld: 2017-18
  - Sølv: 2018-19

Sydbank Pokalen
- - Guld: 2019